# Фаяд Махмуд
Фаяд Махмуд (араб. فياض محمود) — бахрейнський футболіст, який грав на позиції півзахисника у низці бахрейнських клубів та клубі «Аль-Кувейт», а також у складі національної збірної Бахрейну.

## Клубна кар'єра
Фаяд Махмуд з 1987 до 1996 року грав у клубі «Аль-Вахда» з Манами. У 1996 року він перейшов до складу клубу «Аль-Гіляль» з Манами, в якому грав до 1998 року. У 1998 році футболіст перейшов до кувейтського клубу «Аль-Кувейт», у якому грав до 1999 року, після чого дані про виступи на футбольних полях Фаяда Махмуда відсутні.

## Виступи за збірну
У 1984 році Фаяд Махмуд уперше грав у складі національної збірної Бахрейну на Кубку націй Перської затоки. У складі збірної футболіст брав участь у фінальному турнірі кубка Азії з футболу 1988 року та футбольному турнірі Азійських ігор 1994 року. Виступав у складі збірної до 1998 року, загалом провів у її складі 42 матчі, в яких відзначився 8 забитими м'ячами.